# سیارک ۶۲۵

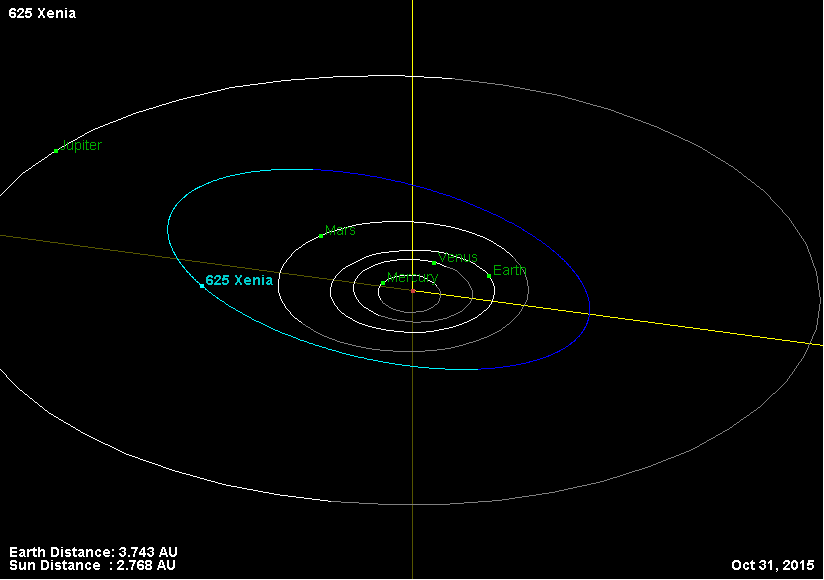
نمایی از محل قرارگیری ۶۲۵ سیارک در مدار – ۲۰۱۵

سیارک ۶۲۵ (به انگلیسی: 625 Xenia، نامگذاری:1907XN) ششصد و بیست و پنجمین سیارک کشف شده‌است که در ۱۱ فوریه ۱۹۰۷ و در هایدلبرگ کشف شد.
قدر مطلق سیارک برابر ۱۰٫۰۰ است.